# 5기
5기(五伎)는 신라 말 최치원이 〈향악잡영〉에서 읊은 5종의 놀이, 즉 금환·월전·대면·속독·산예희를 말한다. 최치원은 이 놀이들을 신라 고유의 향악이라고 읊었는데, 그 내용으로 보아 중국과 서역에서 전래한 산악 등에서 영향받은 삼국악을 종합한 놀이라는 것을 알 수 있다.

## 금환
금환(金丸)은 몇 개의 금칠한 공(방울)을 공중에 던졌다 받는 곡예로 중국 산악(散樂)의 잡희, 농환(弄丸)에 해당하며, 또 일본의 사루가쿠에서 보면 품옥(品玉)·팔옥(八玉)·농칠환(弄七丸) 등에 해당한다. 또 이것은 백제의 농주지희(弄珠之戱), 가야의 보기(寶伎)와도 동일한 것으로 보인다. 보기와 금환(金丸)이 동일한 것이라면, 가야의 우륵이 만든 가야금 12곡중의 셋째인 보기와 여덟째인 사자기(獅子伎)는 신라의 5기(五伎)와 조선조의 나례백희(儺禮百戱)·죽광대(竹廣大) 놀이의 주요 레퍼토리로서, 그 연원이 오래됨을 알 수 있다.
경남 일대에서 연행(演行)되던 오광대 탑놀이는 19세기에 초계(草溪) 밤마리(栗旨)장터에서 대광대(竹廣大)에 의해 정립되었다고 하며, 그들은 오광대놀이를 시작하기 전에 매귀(埋鬼：농악)를 치고 먼저 죽방울을 받고, 때로는 솟대광대놀음과 줄광대놀음도 함께 놀았다 한다. 죽방울놀이가 진행되고 구경꾼들이 어지간히 모이게 되면 말뚝이와 다섯 양반이 나와 양반과장(兩班科場)을 놀고 다음에 중과 각시가 나와 승무(僧舞)과장을 하고 비비새가 나와 영노과장을 시작하였다. 다음에 할미와 영감과 지대각시(妾)가 나와 할미와 영감과장을 놀고, 마지막으로 사자과장(獅子科場)을 놀았다고 한다. 이로써 보면 5기의 다섯놀이는 개별적인 것이 아니고 뭉쳐진 다섯이며, 그 전통이 5광대에까지 연면히 이어진다고 생각된다. 최근까지 있어온 굿중패들의 주요곡예는 죽방울놀리기·땅재주·쌍줄타기·장재타기·사발돌리기 등이었는데, 이 '죽방울놀음'이 곧 금환(金丸)의 계승일 것이다.

## 월전
월전(月顚)은 서역 우전국(신장 위구르 자치구 허톈 지구)에서 전래한 가면무로 생각되는데, 어깨가 올라가고 목이 오그라든 예인(藝人)들이 여러 사람 등장하여 골계(滑稽)스러운 회화를 주고 받는 내용의 골계희(滑稽戱)로 산악(散樂)의 일종이라는 설, 선비들이 주석(酒席)에서 격금내기로 실수하는 것을 내용으로 한 경희극(輕喜劇)이라는 설, 여러 난장이(群儒)들이 다리(假髮)를 머리에 쓰고 술잔을 다투어 마시는 놀음이라는 설, 혹은 가면인형극(假面人形劇)이란 설 등이 있는 것으로 보아, 가면을 쓴 배우들이 만좌를 웃음으로 휩쓰는 마임형식으로 골계희(滑稽戱)·경희극(輕喜劇)임에 틀림없는 것 같다.

## 대면
대면(大面)은 북제시대(北齊時代)에 시작되고 당대에도 성행하여 당대 5기의 하나가 된 대면(代面：大面)희와 그것이 일본에 전해진 것이라는 좌방악(左方樂) 중의 난릉왕(蘭陵王)과 비교되는 가면극으로 여러 문헌으로 보아 3자가 같은 계열의 구나무(驅儺舞)임을 짐작케 한다.

## 속독
속독(束毒)은 중앙아시아의 타시켄트와 사마르칸트 일대의 속특(Soghd) 제국에서 전래한 검무의 일종이라 생각된다. 신라 최치원의 시구에 의하면 가면극임을 짐작하게 하는데, 육당 최남선도 원방인(遠方人)이 왕화(王化)를 사모하여 떼지어 와서 무악(舞樂)을 바치는 뜻을 나타내는 가면극이라고 설명했다. 최치원의 시구로 보아 고구려가 속특제국에서 받아들인 건무(建舞)의 일종으로, 호선(胡旋)·호등무(胡騰舞)와 같은 급격한 템포의 춤이라 생각된다.

## 산예
5기 중에서 그 유래를 직접 알 수 있는 유일한 것이 산예희, 즉 사자무(獅子舞)이다. 사자무는 인도 특유의 동물 의장무(動物擬裝舞)로서 서역과 동방 여러 나라에 널리 퍼진 유명한 무악이다. 원래 한국에는 사자가 없었으나 <삼국사기>에 보면 신라 시대에 이미 사자가 수입되었음이 기록되었고, 신라는 불교와 관련된 우수한 사자의 조각품을 남기고 있다. 백제 기악(伎樂)에도 사자기(獅子伎)가 들어왔다. 현전하는 민속무에는 북청사자놀음·봉산탈춤·오광대에 각각 사자무가 나온다.

## 참고 자료
- 이 문서에는 다음커뮤니케이션(현 카카오)에서 GFDL 또는 CC-SA 라이선스로 배포한 글로벌 세계대백과사전의 내용을 기초로 작성된 글이 포함되어 있습니다.